# Data East
Data East (データイースト dēta īsuto?) fue una empresa de videojuegos japonesa también conocida como DECO (Data East Corporation (データイースト株式会社 dēta īsuto kabushikigaisha?)). Su central en Japón estaba en Tokio y su subsidiaria estadounidense, Data East USA, en San Jose, California.

## Historia
El origen de Data East Corporation lo encontramos en Tokio el 20 de abril de 1976, cuando Tetsuo Fukuda (福田 哲夫) la funda como una compañía de ingeniería electrónica. Al principio de sus días su principal actividad era la creación de cartuchos intercambiables para las máquinas recreativas, lo que permitiría cambiar de videojuego sin tener que cambiar la máquina entera. Esta actividad le produjo los suficientes beneficios como para que en 1978 creara su primer videojuego, Super Break, y en 1979 su división Norteamericana. Hasta 1985 fue compatibilizando ambas actividades, dedicándose en exclusiva al desarrollo de videojuegos a partir de entonces.
A principio de los 80, aunque no era una de las desarrolladoras líderes, lanzaría algún videojuego de cierto éxito como Burgertime o Bump 'N' Jump. Data East fue una de las compañías que mejor sobrevivieron a la gran crisis de los videojuegos de 1983 (en buena parte debido a que no era su única actividad), lo que provocó que tras tan difíciles momentos se posicionara como uno de los principales desarrolladores de videojuegos de la segunda mitad de los años 80. De esta época se lanzaron juegos de gran éxito como Karate Champ, Heavy Barrel, Bad Dudes, Sly Spy, RoboCop, Karnov o Atomic Runner Chelnov
Con los pingües beneficios que le dieron estos videojuegos a partir de 1987 abrió otra línea de negocio con la creación de "maquinas del millón" o pinball. De esta manera lanzaría algunas de las más conocidas como Checkpoint o Maverick. También conseguiría para sus pinballs licencias de todo tipo, ya fueran de películas como Batman, Star Wars o Back to the Future; series como The Simpsons; o licencias más raras como la de Guns 'n' Roses o Michael Jordan. A esta actividad se dedicaría Data East hasta 1996, fecha en la que venderían la fábrica a Sega, la cual terminaría revendiéndola en 1999 a Gary Stern, que le cambiaría el nombre por el de Stern Pinballs.
En el apartado de los videojuegos propiamente dicho seguiría teniendo títulos de éxito durante los 90 como Windjammers, Street Hoop, Magical Drop, Two Crude Dudes, Captain America & The Avengers, Tattoo Assasins, Tumblepop o Joe & Mac Caveman Ninja. Se sabe que en entre 1993 y 1994, la empresa fue demandada por Capcom dado que su juego de lucha Fighter's History llevaba similitudes con Street Fighter II. Esto no evitó que a finales de la década entrara en una crisis financiera, lo que obligó en 1999 a parar sus actividades por reorganización. Durante esa época se dedicaría a vender su maquinaría y a ceder licencias de sus videojuegos a otras compañías, con la esperanza de remontar económicamente. Los esfuerzos fueron en vano y el 25 de junio de 2003 sería declarada en bancarrota. En 2004 las compañías G-Mode y Paon Corporation adquirirían los derechos intelectuales de Data East.
En septiembre de 2009, Majesco Entertainment anunció la realización de una recopilación de juegos arcade de Data East llamada "Data East Arcade Classics" para la consola Wii de Nintendo bajo licencia de G-Mode.